# Dexia orphne
Dexia orphne là một loài ruồi trong họ Tachinidae.